# Чёрная доска
Чёрные до́ски, синоним — до́ски позо́ра — элемент агитационно-пропагандистской работы в СССР в 1920-е — 1930-е годы; представляли собой списки, публикуемые в газете. В период коллективизации в СССР повсеместно применялись с целью психологического и административного давления на сёла, станицы, которые не выполняли планы сдачи продовольствия или выполняли их в неполном объёме.

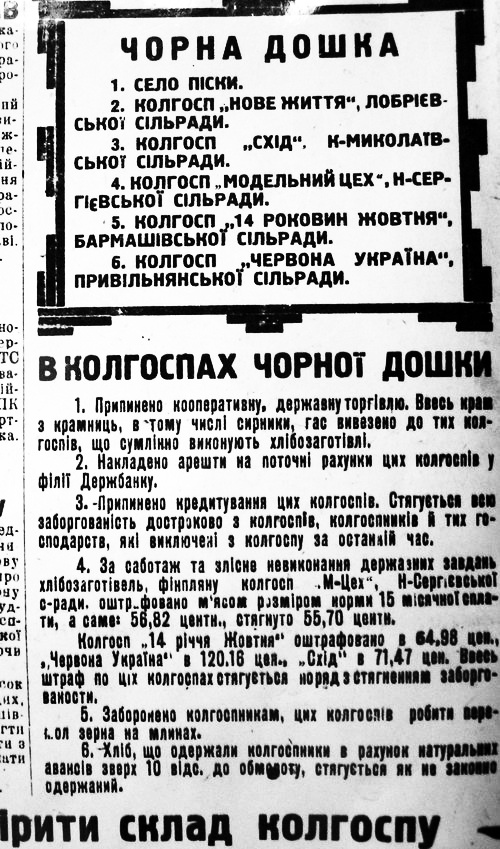
«Чёрная доска» в газете «Под знамям Ленина» № 150 от 1 января 1933 — чёрный список и наказательные мероприятия. В селе Пески Баштанского района.

На Украине считаются административно-репрессивным средством коллективного наказания сельского населения. Режим «Чёрных досок» стал одной из причин Голодомора — занесение по решению ЦК КПУ целых районов, населённых пунктов, колхозов, сельских советов на так называемые " чёрные доски " означало блокирование их, запрет торговли.
Присваивался населённым пунктам и районам которые сопротивлялись принудительной коллективизации, массовым актам беззакония власти, в частности, полного изъятия пищевых продуктов у жителей села или целого района, что приводило к голодной смерти граждан.

## История
Сам термин «черная доска» имеет долгую историю — есть свидетельства, что с 1920 года украинские села и даже целые волости, которые не выполняли продразверстку, сопротивлялись продотрядам, объявлялись «чёрнознаменными».
Восстановление «чёрных списков», «чёрных досок» в дальнейшем было связано с заготовительной кампанией 1928—1929 годов, последующей коллективизацией и раскулачиванием, когда сёла, не выполнявшие соответствующих задач, объявлялись «отстающими», а передовиков заносили на «красную доску».
Такие же меры использовались и в отношении промышленных предприятий, которые не выполняли плановых заданий, не разворачивали социалистическое соревнование.
В период голода 1932—1933 годов термин «занесения на чёрную доску» получил второе дыхание и другой смысл: процедуру внесения на «чёрную доску» официально признали как репрессивную меру.